# 櫻井明久
櫻井 明久（さくらい あきひさ、1948年 - ）は、日本の地理学者。専門は、農村地理学・地理教育学。駒澤大学名誉教授（文学部地理学科地域文化研究専攻）。茨城県水戸市出身。
姓の表記は、戸籍上は「櫻井」だが、論文等を含め通常は「桜井」を用いることが多い。

## 経歴
- 1971年、東京教育大学理学部卒業。大学院に進み、1973年、東京教育大学大学院理学研究科修士課程修了。
- 1975年-1977年、ドイツ政府留学生として、ボン大学へ留学。
- 1978年に東京教育大学大学院理学研究科博士課程を退学して、大阪教育大学教育学部講師となった。1981年、宇都宮大学助教授、1992年、同教授を経て、1998年、駒澤大学文学部教授。
- 1984年、筑波大学より理学博士を取得。
- 2019年、駒澤大学文学部教授を定年退職。

## 主な研究論文
- 桜井明久（1972）土地利用とその変化、地理学調査報告（東京教育大学理学部人文地理学研究室）、2
- 桜井明久（1991）変わる日本の農業地図、統計、42−12

## 著書
- 『西ドイツの農業と農村』古今書院、1989年 ISBN 978-4772213066
- 『地理教育学入門』古今書院、1999年 ISBN 978-4772250269